# Suhr
Suhr (toponimo tedesco) è un comune svizzero di 10 130 abitanti del Canton Argovia, nel distretto di Aarau.

## Storia
Dal suo territorio nel 1810 furono scorporate le località di Buchs e Rohr, divenute comuni autonomi.

## Monumenti e luoghi d'interesse

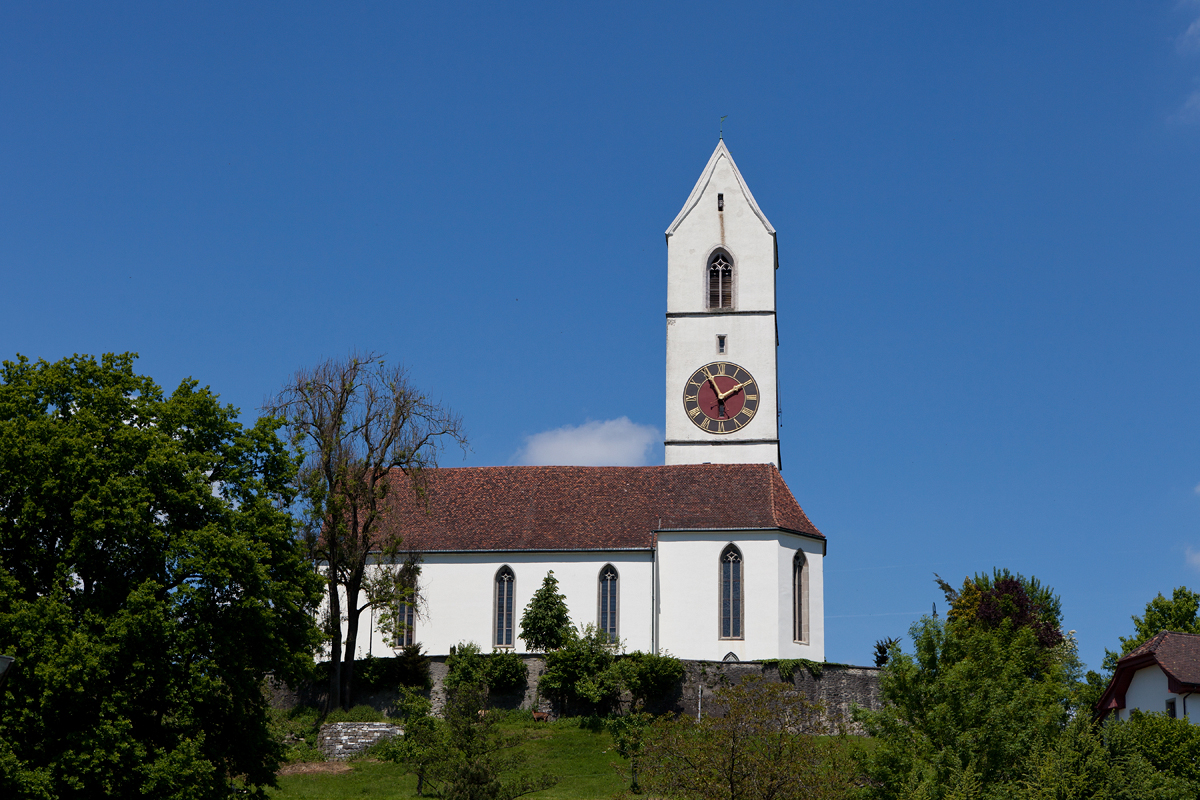
La chiesa riformata

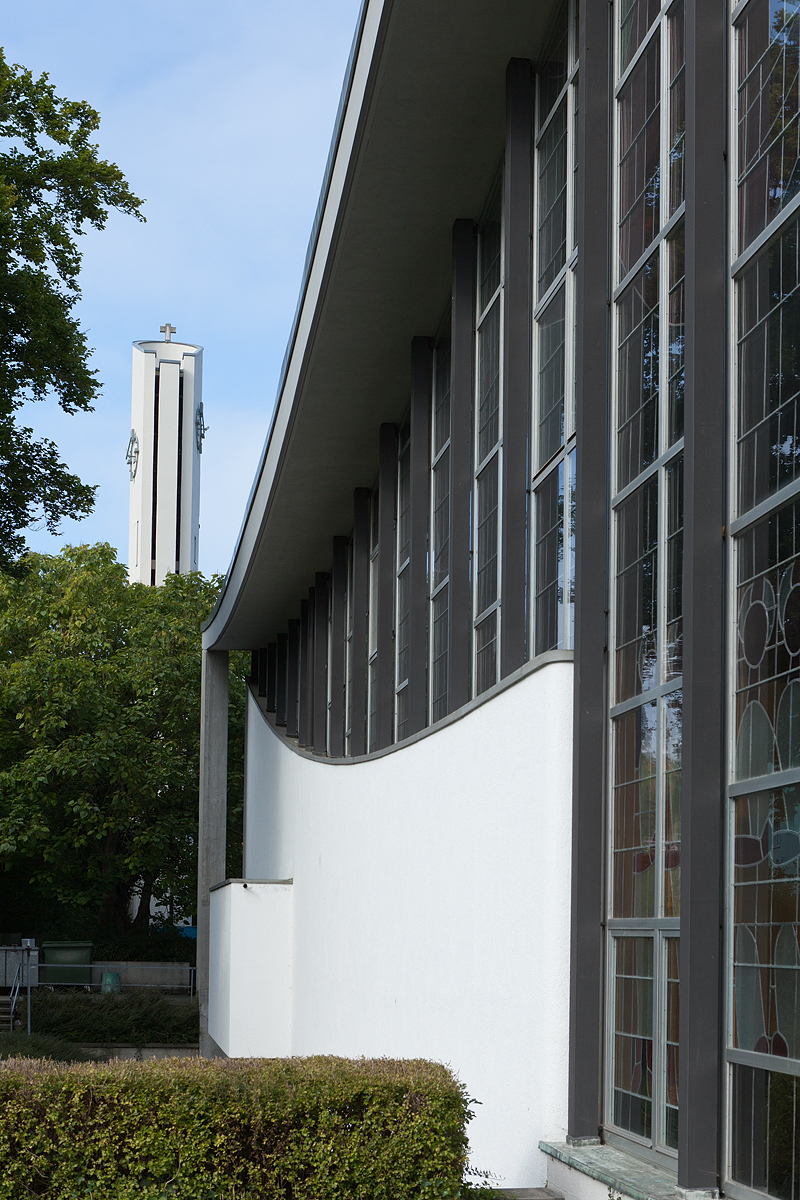
La chiesa cattolica del Santo Spirito

- Chiesa riformata, eretta nell'VIII secolo e ricostruita nel 1495[1];
- Chiesa cattolica del Santo Spirito, eretta nel 1961[1].

## Società

### Evoluzione demografica
L'evoluzione demografica è riportata nella seguente tabella:
Abitanti censiti

## Infrastrutture e trasporti
Suhr è servito dall'omonima stazione sulla ferrovia Zofingen-Wettingen e sulla Wynental- und Suhrentalbahn (linea S14 della rete celere dell'Argovia).

## Amministrazione
Ogni famiglia originaria del luogo fa parte del cosiddetto comune patriziale e ha la responsabilità della manutenzione di ogni bene ricadente all'interno dei confini del comune.

### Gemellaggi
- Castelnuovo Rangone[senza fonte]

## Sport

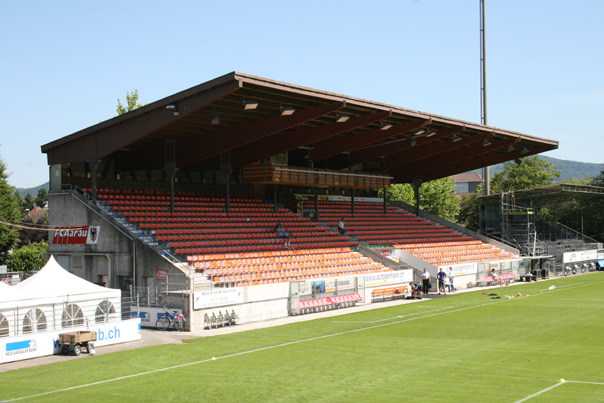
Lo Stadion Brügglifeld

A Suhr si trova lo Stadion Brügglifeld, lo stadio della città di Aarau.